# Хюттау
Хюттау (нем. Hüttau) — коммуна (нем. Gemeinde) в Австрии, в федеральной земле Зальцбург. 
Входит в состав округа Санкт-Йохан-Понгау.  Население составляет 1555 человек (на 15 мая 2001 года). Занимает площадь 53,58 км². Официальный код  —  50 412.

## Политическая ситуация
Бургомистр коммуны — Руперт Бергмюллер (АНП) по результатам выборов 2004 года.